# Зябровский сельсовет
Зябровский сельсовет (бел. Зя́браўскі сельсавет) — административная единица на территории Гомельского района Гомельской области Республики Беларусь. Административный центр — деревня Зябровка.

## История
Образован в 1926 г.

## Состав
Зябровский сельсовет включает 7 населённых пунктов:
- Воевода — посёлок
- Гроза — посёлок
- Зарница — посёлок
- Зябровка — деревня
- Контакузовка — деревня
- Коренёвка — посёлок
- Красное Селище — посёлок

## Достопримечательность
- Усадебный дом И. Ф. Паскевича в посёлке Коренёвка